# William Mapother
William R. Mapother (Louisville, Kentucky, 17 de abril de 1965) é um ator e antigo professor. Mapother é graduado pela Universidade de Notre Dame. Ele lecionou em uma escola no Leste de Los Angeles por três anos antes de tornar-se ator. Conhecido por atuar na série Lost como o personagem Ethan Rom. Ele é primo de Tom Cruise e foi assistente de produção em muitos de seus filmes.

## Filmografia
(Incompleta)
- Constantine (série de televisão) ... como Jacob Shaw
- Another Earth ...
- Mad Man (série) (2012)... como Randall Walsh
- Grimm (2011)  ... como Dwight Eleazer.
- Pergunte ao Pó (2006) ...
- As Torres Gêmeas (2006) ...
- The Zodiac (2005) ... como Dale
- Moving McAllister (2005) ... como Bob
- Lords of Dogtown (2005) ... como Donnie
- Lost (2004-2005/2008/2010)... como Ethan Rom
- The Grudge (2004) ... como Matthew
- Minority Report (2002)
- Vanilla Sky (2001) ... (não creditado)
- Swordfish (2001) ... como colaborador de Gabriel
- In the Bedroom (2001) ... como Richard Strout
- Almost Famous (2001) ... (cenas deletadas) como Atendente de bar
- Mission: Impossible 2 (2000) ... como Wallis
- Magnolia (1999) ... como assistente de diretor
- Born on the Fourth of July (1989) ... (creditado como William R. Mapother)
- CSI...